# It Might As Well Rain Until September
"It Might As Well Rain Until September" är en låt skriven åt Bobby Vee av Carole King och Gerry Goffin. King spelade in demoversionen, men Bobby Vees medarbetare tvekade att släppa den på singel, och ville i stället använda den som albumspår. Bobby Vee spelade in låten samma år för albumet The Night Has a Thousand Eyes 1963.

## Bakgrund
Åt Bobby Vee, som låten skrevs, hade de redan skrivit "Take Good Care of My Baby", som var singeletta i USA 1961 och Bobby Vees största hit på Billboard Hot 100. Carole King spelade in demoversion av låten och denna version släpptes som dubbel A-sida med "Nobody's Perfect". Fastän hon tidigare spelat in för ABC-Paramount och Alpine, var '.....September' Carole Kings första kommersiella framgång som sångare, efter att redan ha haft flera hitlåtar som låtskrivare. Inspelningen var först bara tänkt som demo, och därför finns inget master-band, bara ett acetat. Därför låter alla digitala släpp av inspelningen sämre än många andra låtar från samma tid. 
Låten låg senare på albumet More American Graffiti.  Den låg 2005 även på Carole Kings livealbum The Living Room Tour, där den ingår i ett medley med flera andra låtar hon skrev med Gerry Goffin.

## Information
"It Might as Well Rain Until September" är en midtempopoplåt i samma stil som många andra låtar skrivna av Carole King och Gerry Goffin vid denna tid. I sångtexten säger jag-personen till sin tidigare älskare att världen inte känns vacker eftersom de inte är tillsammans: It doesn't matter whether skies are grey or blue/It's raining in my heart 'cause I can't be with you/ [...] /So it might as well rain until September.

## Listplacering
Låten släpptes på singel 1962 och nådde topplaceringen #22 på Billboardlistan i augusti samma år. Den blev Carole Kings högst placerade låt i Storbritannien, med topplaceringen tre på singellistan.
| År   | Lista          | Topplacering |
| ---- | -------------- | ------------ |
| 1962 | USA            | 22           |
| 1963 | Storbritannien | 3            |

## Andra versioner
- Bobby Vee, som låten skrevs åt, spelade 1963 in den på albumet The Night Has a Thousand Eyes. Låten togs även med på samlingsalbumen The Essential Bobby Vee,[6] Legendary Master Series: Bobby Vee och Best of Bobby Vee.
- Brittiska sångaren Helen Shapiro tolkade låten 1964 på albumet Helen Hits Out.[7] Den låg senare på samlingsalbumen The Ultimate Helen Shapiro och The Very Best of Helen Shapiro.
- låten tolkades under 1960-talet även av studioprojektet Marquis of Kensington och släppte den som tredje och sista singel.
- Kanadensiska popduon Gary and Dave hade en hit med den i Kanada 1974.
- Pojkbandet Child tolkade 1978 låten som B-sida till singeln "It's Only Make Believe".[8]
- Tony Evans och hans orkester spelade in en instrumental version av låten under titeln "It Might As Well Rain Until September (Music for Dancing)".[9] på albumet Sequence Dancing Gold.
- The Sheena Davis Group tolkade 2001 låten som inledningsspår på albumet Smile.[10]
- Svenskspråkiga versioner, "Jag önskar att det alltid vore sommar" med text av Bengt Palmers och Eleanor Bodel, spelades in och utkom av Eleanor Bodel (1969),[11] Flamingokvintetten (1982),[12] Lisbet Jagedal & Pools orkester (1991),[13] Lotta Engbergs orkester (1997)[14] och Drifters (2008).[15]